# 黒い空
『黒い空』（くろいそら）は、松本清張の長編推理小説。「歌のない歌集」第2話として『週刊朝日』に連載され（1987年8月7日号 - 1988年3月25日号）、1988年8月に朝日新聞社から刊行された。
1990年にテレビドラマ化されている。

## あらすじ
八王子・高尾街道の丘陵に聳える白亜の結婚宴会場・観麓会館。その庭園には擬岩石を利用した滝壺が構築され、白い瀑布が婚礼客を嘆賞させていた。しかしやがて、黒い凶兆の声が空を覆い、第一の殺人が発生する。

## 主な登場人物
- 原作における設定を記述。

山内善朗
定子の婿養子。ヨーロッパの建築デザインを勉強していたが、経営者としては無能で、蔭で社員の失笑の的になっている。
山内定子
山内上杉家の嫡流。観麓会館会長にして山内コンツェルンの総帥。因みに観麓会館の名称は管領職のもじり。
千谷規子
定子に見込まれて採用された、観麓会館の経理部会計係。帳簿の数字に呑み込みが早い。
難波為利
秋川に在する御室熊野神社の禰宜で、観麓会館の祭主を務める。その神紋は亀甲に割菊を配したもの。
小原甚十
日高町・高麗本郷の百姓と称し、観麓会館に現れた、話し好きの男。歴史に詳しい。

## エピソード
- ミステリ評論家の千街晶之は、「新本格がスタートした頃、清張は極めてホラー的・伝奇的要素が色濃い犯罪小説を執筆していた」と述べ、「三角関係と裏金の発覚を動機とする卑近な犯罪に、普通ならば水と油と言うべき、ホラー的とも言える伝奇小説の要素をブレンドすることによって、『黒い空』は清張作品としても他に類例がない、奇妙な味わいの小説に仕上がっている」と評している[1]。

## 翻訳
- Il palazzo dei matrimoni（イタリア語、Il Giallo Mondadori）
- 黑色的天空（中国語、北岳文艺出版社）

## テレビドラマ
「松本清張サスペンス・黒い空」。1990年3月24日、テレビ朝日の「土曜ワイド劇場」枠（21:02-23:21）にて放映。視聴率19.1％（ビデオリサーチ調べ、関東地区）。
キャスト
- 山内善朗：藤竜也
- 千谷規子：萬田久子
- 山内定子：赤座美代子
- 難波為利：橋爪功
- 小原甚十：若林豪
- 三谷昇、柳川慶子、飯島大介、山口真司、柏木隆太、吉見一豊、鈴木一正、松井範雄、佐々木敏、中平良夫、青木菜菜、浅井淳、野村信次、野口明利、大泉紀明、吉沼友博、谷村活伸、小森英明、加島潤、城戸卓、羽生昭彦、重松収

スタッフ
- 脚本：大野靖子
- 演出：長尾啓司
- 音楽：岩間南平
- 制作：松竹、テレビ朝日、霧企画

| テレビ朝日系列 土曜ワイド劇場  | テレビ朝日系列 土曜ワイド劇場           | テレビ朝日系列 土曜ワイド劇場 |
| 前番組                         | 番組名                                  | 次番組                        |
| ------------------------------ | --------------------------------------- | ----------------------------- |
| 古都金沢雪の殺意 （1990.3.17） | 松本清張サスペンス 黒い空 （1990.3.24） | 美人秘書殺し （1990.3.31）    |